# 표현범
표현범(表見犯)이란 행위자의 내면적인 지식상태의 굴절, 모순과정을 표현해주는 범죄를 말한다.